# Tirosina cinasa de Bruton
La tirosina cinasa de Bruton (BTK) es un tipo de enzima cinasa implicada en la agammaglobulinemia ligada al cromosoma X (XLA) o agammaglobulinemia de Bruton que es un tipo de inmunodeficiencia primaria. El mecanismo de acción exacto de la cinasa permanece desconocido, pero juega un papel crucial en la maduración de los linfocitos B así como en la activación de los mastocitos a través del receptor de alta afinidad IgE. Los pacientes con XLA tienen poblaciones normales de linfocitos pre-B en la médula ósea pero estas células fallan al madurar y entrar en la circulación. El gen de la BTK está situado en el cromosoma X. Se han identificado al menos 400 mutaciones del gen BTK.
La BTK contiene un dominio PH que se une al fosfatidilinositol-3,4,5-trisfosfato (PIP3). La unión al PIP3 induce a la BTK a fosforilar la fosfolipasa C, que a su vez hidroliza fosfatidilinositol bifosfato (PIP2) en dos mensajeros secundarios: inositol trifosfato (IP3) y diacilglicerol (DAG). Estos dos mensajeros modulan la actividad de ciertas proteínas durante la señalización mediante linfocitos B. Los pacientes con XLA frecuentemente tienen infecciones sinopulmonares que comienzan 6 meses después del nacimiento (los anticuerpos heredados de la madre ofrecen algo de protección hasta entonces).
La BTK fue descubierta en 1993 y su nombre proviene del Dr. Ogden Bruton que fue el primero en describir la XLA en 1952.

## Funciones
La tirosina cinasa de Bruton (BTK) es una tirosina cinasa no-receptora indispensable para el desarrollo, diferenciación y señalización de los linfocitos B. La unión de un antígeno al receptor de antígeno del linfocito B (BCR) inicia una ruta de señalización que provoca la activación de los linfocitos B. Después de la unión del antígeno al BCR y la activación de la membrana plasmática, la BCK fosforila a PLCG2 en diversos sitios, iniciando la ruta de señalización a través de la movilización de calcio seguido de la activación de los miembros de la familia de la proteína cinasa C.
La fosforilación de PLCG2 se realiza en estrecha cooperación con la BLNK. La BTK actúa como una plataforma para unir a una diversidad de proteínas señalizadoras y está implicada en las rutas de señalización de los receptores de citoquina. Juega un papel importante en la función de las células del sistema inmune, innato y adaptativo, como un componente de la ruta de los receptores tipo toll (TLR). La ruta TLR actúa como un sistema de vigilancia primario para la detección de patógenos y es crucial para la activación de las medidas defensivas. La BTK es una molécula especialmente crítica en la regulación de la activación de TLR9 en los linfocitos B del bazo. En la ruta TLR, induce la fosforilación de la tirosina de TIRAP que produce la degradación de TIRAP.
La BTK juega también un papel crítico en la regulación de la transcripción. Induce la actividad de NFKB1 que participa en la regulación de la expresión de cientos de genes. La BTK participa en la ruta de señalización que une TLR8 y TLR9 a NFKB1. Fosforila transitoriamente el factor de transcripción GTF2I sobre residuos de tirosina en respuesta a BCR. El GTF2I, entonces, se translocaliza al núcleo para unirse a elementos que potencian la regulación para modular la expresión de genes.
ARID3A y NFAT son otros objetivos transcripcionales de la BTK. Se requiere BTK para la formación de complejos ADN-ARID3A. No hay evidencia de que la BTK se una por sí misma al ADN. La BTK tiene un papel doble en la regulación de la apoptosis.

## Regulación
La tirosina cinasa de Bruton (BTK) necesita como cofactor un ion de zinc por subunidad. La BTK es activada por fosforilación. En los linfocitos B primarios está casi siempre en la forma no fosforilada y por tanto es catalíticamente inactiva. La estimulación de TLR8 y TLR9 causa la activación de BTK. Como un mecanismo negativo de regulación, la proteína cinasa C tipo beta regula negativamente la función de la BTK fosforilándola directamente en el residuo Ser-180, resultando en la translocalización de la BTK al citoplasma. Las proteínas PIN1, SH3BP5 y IBTK se han identificado también como inhibidores de la actividad de la BTK. La interacción con CAV1 produce una dramática regulación negativa de la actividad cinasa de BTK. LFM-13A es un inhibidor específico de BTK. El Dasatinib, un medicamento contra el cáncer, actúa como un inhibidor tirosina cinasa que también bloquea la actividad de la BTK.

## Localización
La tirosina cinasa de Bruton (BTK) se expresa predominantemente en los linfocitos B. En estado estacionario es predominantemente citosólica. Después de la unión de un antígeno a BCR, se translocaliza a la membrana plasmática a través de su dominio PH. La localización en la membrana plasmática es una etapa crucial en la activación de la BTK. Una fracción de BTK se translocaliza entre el núcleo y el citoplasma, y la exportación al núcleo es mediada por el receptor CRM1.

## Relevancia clínica

### BTK en la agammaglobulinemia ligada al cromosoma X
Los defectos en la tirosina cinasa de Bruton (BTK) son causa de agammaglobulinemia ligada al cromosoma X (XLA). Es una inmunodeficiencia humoral que resulta en defectos en el desarrollo y maduración de los linfocitos B. Los niños afectados tienen niveles normales de linfocitos pre-B en su médula ósea pero no tienen linfocitos B en circulación. Esto resulta en una falta de inmunoglobulinas de todas las clases y produce infecciones bacterianas recurrentes en los primeros años de vida como la otitis, conjuntivitis, dermatitis, sinusitis, o incluso en algunos pacientes sepsis incontenible o meningitis que producen la muerte en pocas horas. El tratamiento consiste en la aplicación intravenosa de inmunoglobulina.

### BTK en leucemia linfática crónica
En la leucemia linfática crónica (CLL) aparecen expresados los receptores de las células B o receptores de linfocitos B (BCRs) con marcada dependencia de señales microambientales que causan la proliferación de las células malignas y tienen consecuencias negativas en la supervivencia. Diversos medicamentos pueden alterar estas señales y pueden ser potenciales agentes terapéuticos en la LLC. Varios medicamentos están siendo evaluadas en diversos ensayos clínicos. 
Tienen respuestas clínicas favorables los fármacos Ibrutinib así como el inhibidor de segunda generación Acalabrutinib así como PI3Kδ (Idelalisib o CAL-101 o GS-1101) y los inhibidores SYK (Fostamatinib o R788 y R406), que funcionan mediante el bloqueo de la transducción de señal de los BCR. Además, diversos estudios centrados en la PTPN22 fosfatasa (Benzofuran, Sotrastaurin, Enzastaurin, Ruboxistaurin), implicada en la patogénesis de múltiples enfermedades autoinmunes y sobreexpresado en células de la LLC, sugieren que pueden desarrollarse estrategias para reprogramar selectivamente los receptores de las células B (BCR) para que puedan inducir la muerte de células leucémicas.
Otros inhibidores de la tirosina cinasa en ensayos clínicos son: ONO/GS-4059, BGB-3111 y spebrutinib (CC-292 / AVL-292).